# جورجو پطروسیان
گئورگ "جورجو" پطروسیان (ارمنی: Գևորգ Պետրոսյան؛ ایتالیایی: Gevorg "Giorgio" Petrosyan; زادهٔ ۱۰ دسامبر ۱۹۸۵) یک ورزشکار کیک‌بوکسینگ اهل ارمنستان-ایتالیا است.

## زندگی‌نامه
در سن ۱۳ سالگی به همراه پدرش آندرانیک و برادر بزرگترش استپان به صورت غیرقانونی به ایتالیا مهاجرت کردند. پس از مدتی بی‌خانمانی سرانجام توانست در شهر گوریتزیا به عنوان دربان شیفت شب یک کارخانه مشغول به کار شود و مادرش کارینه، خواهرش لیانا و برادر کوچکترش آرمن را که او نیز قهرمان کیک‌بوکسینگ است را به ایتالیا بیاورد.
با الهام از رزمی‌کارانی همچون بروس لی و ژان کلود ون دام در سن ۱۴ سالگی تصمیم گرفت به ورزش موای تای بپردازد.

## فعالیت حرفه‌ای ورزشی
فعالیت حرفه‌ای او از سال ۲۰۰۳ آغاز می‌شود و تا سال ۲۰۰۶ موفق می‌شود ۲۴ پیروزی بدون شکست کسب کنه. جورجیو در سال ۲۰۰۷ در مبارزات بانکوک تایلند اولین شکست کریرش با تصمیم داوران با قوانین موی تای رقم . اما بعدها با رفتن مبارزات K-1 به میلان ایتالیا بخاطر مشهور بودنش در ان کشور فرصت مبارزه دیگ ای را برای اولین بار در K-1 پیدا می‌کند. و در نهایت معروفیت جهانی جورجیو زمانی در سال ۲۰۰۸ آغاز می‌شود که با تغییر قوانینش به کیک بوکسینگ فرصتی برای حضور در مسابقات It’s Showtime به‌دست می‌آورد. جورجیو نیمه دوم کریر حرفه ایش را با حضور در K-1 و شوتایم با بیش از ۴۰ پیروزی استریک سپری می‌کند. او دو سال پیاپی در ۲۰۰۹ و ۲۰۱۰ موفق می‌شود عنوان قهرمانی K-1 World MAX چمپیون را به‌دست بیاورد. طبق گفته‌ها هیچ‌کس تا کنون موفق به آسیب رساندن به او در طول مبارزه نشده. جورجیو پس از سال‌ها مبارزه در K-1 و دیگر پروموشنهای بزرگ چون شوتایم با افتتاح گلوری در سال ۲۰۱۲ وارد مبارزات گلوری ۱ می‌شود و سپس در گلوری ۳ با ۳ پیروزی در یک شب عنوان قهرمانی اسلم را کسب میکنه و لقب بهترین فایتر سال را . جورجیو از بین سالهای ۲۰۰۳ تا ۲۰۱۳ نزدیک به ۱۰ سال بیش از ۶۵ مبارزه حرفه ای انجام  و تا ان زمان کسی موفق به متوقف کردن او نشده بود. اما در نهایت شب شکست بزرگ جورجیو در نیویورک زمانی در تورنومنت قهرمانی لایتویت رقم می‌خورد که در راند سوم مبارزه مقابل Andy Ristie با ناک اوت در گلوری ۱۳ متوقف می‌شود. ان شب جهان کیک بوکسینگ و موی تای با شکست جورجیو به‌وسیلهٔ KO شکه می‌شود. جورجیو پس از ان شکست نزدیک به ۲ سال از مبارزات دوری میکنه بدون حضور حتی در حاشیه. سپس در سال ۲۰۱۵ با آمادگی کامل به مبارزات بر . او پس از اولین و تنها شکست رسمی‌اش با ناک اوت ۹ بار دیگر تا اکنون یعنی سال جاری ۲۰۱۷ مبارزه کرد و هر ۹ مبارزه را توانسته پیروز بشود. آخرین مبارزه جورجیو مقابل superbon banchamek فایتر تایلندی بود که نتیجه آن شکست جورجیو پطروسیان شد که با ضربه‌های کیک سوپربن ناک اوت شد. جورجیو به‌خاطر توانایی‌های بالایش در مبارزه و همچنین دقت او در فایت و زمانبندی لقب The Doctor را به او داده‌اند.